# Đuôi chồn quả đen
Đuôi chồn quả đen hay đuôi chó, đuôi cáo, bôn bôn, hầu vĩ tóc (danh pháp hai phần: Uraria crinita) là một loài thực vật có hoa trong họ Đậu. Loài này được (L.) DC. miêu tả khoa học đầu tiên.

## Hình ảnh

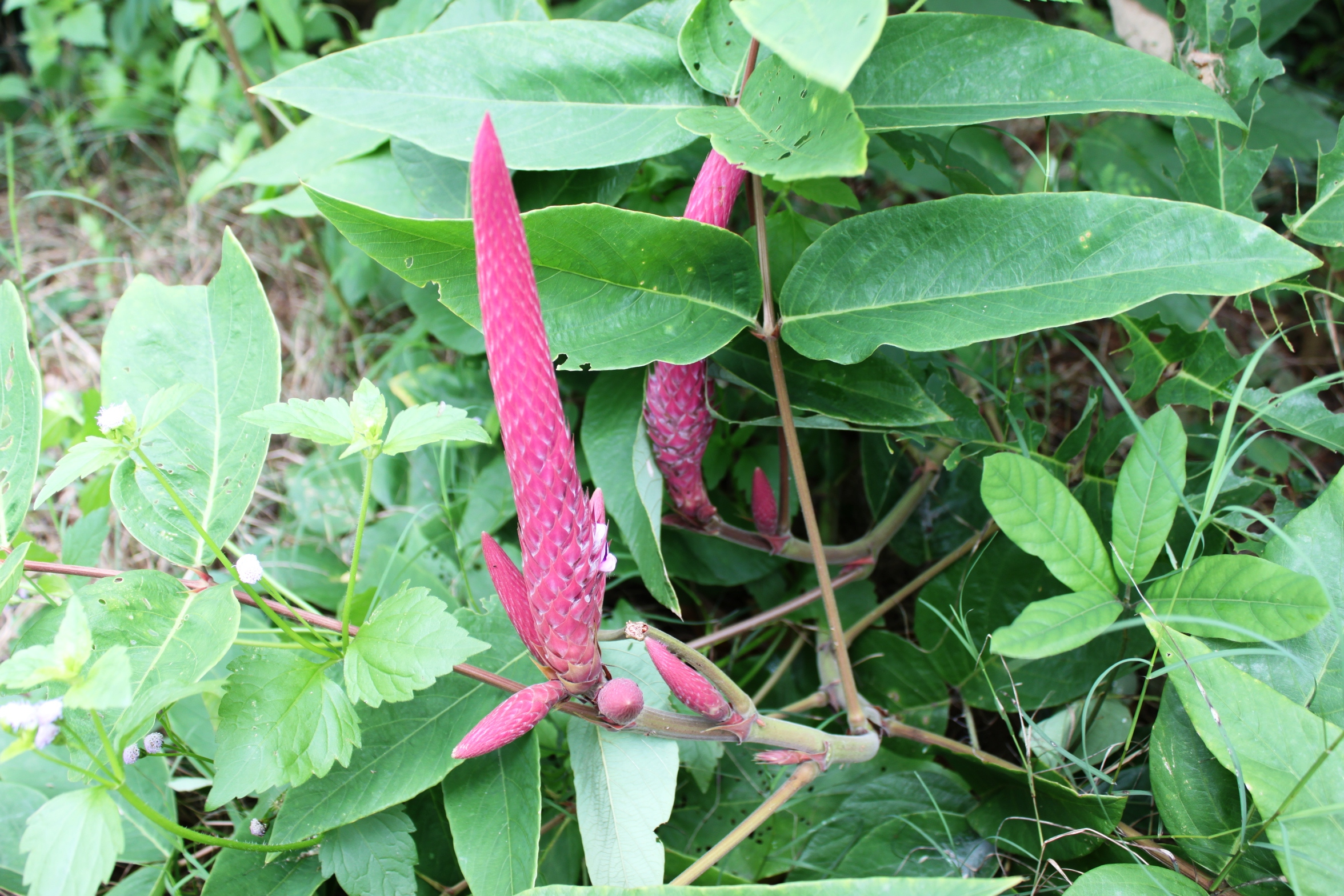
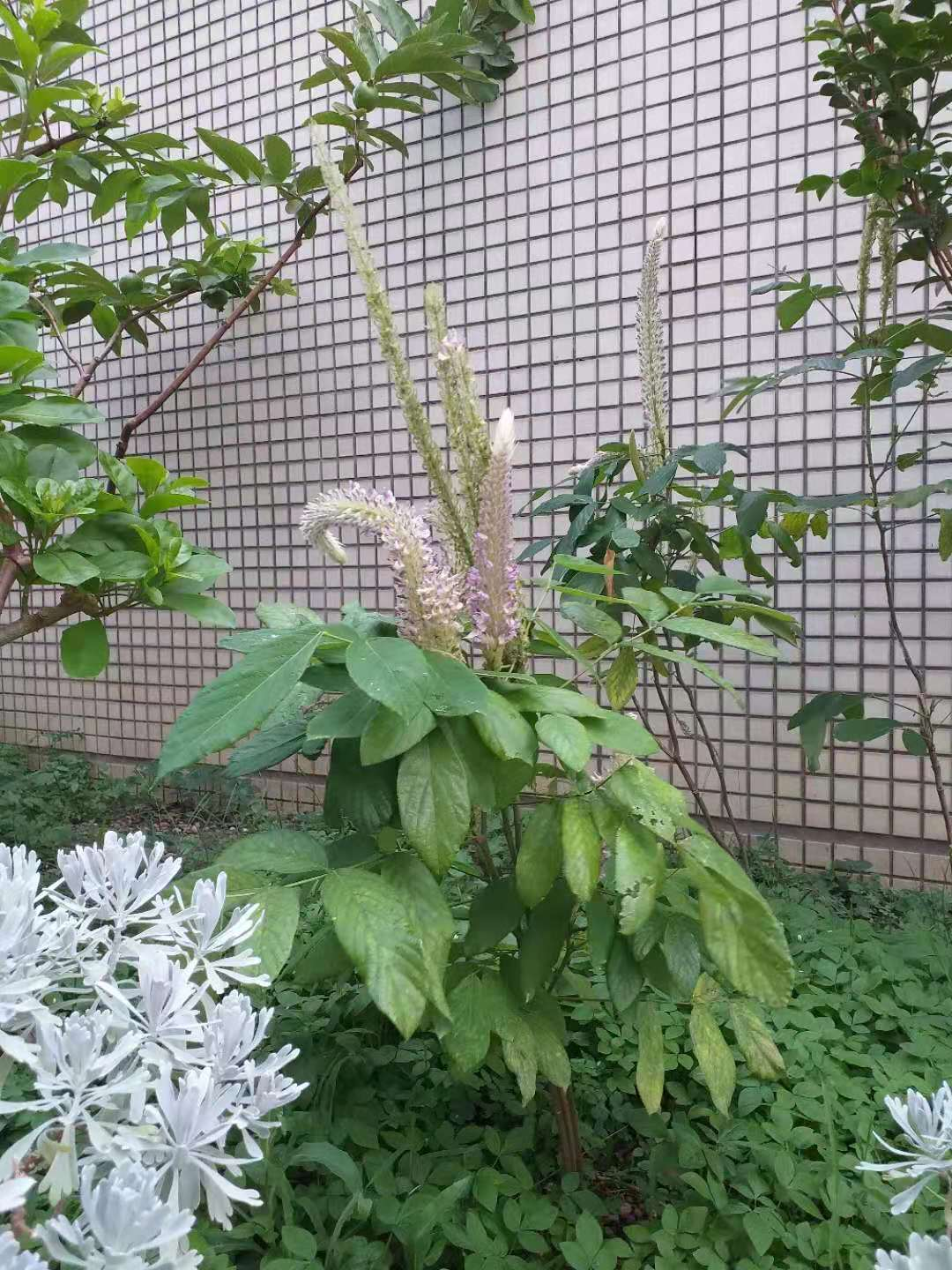
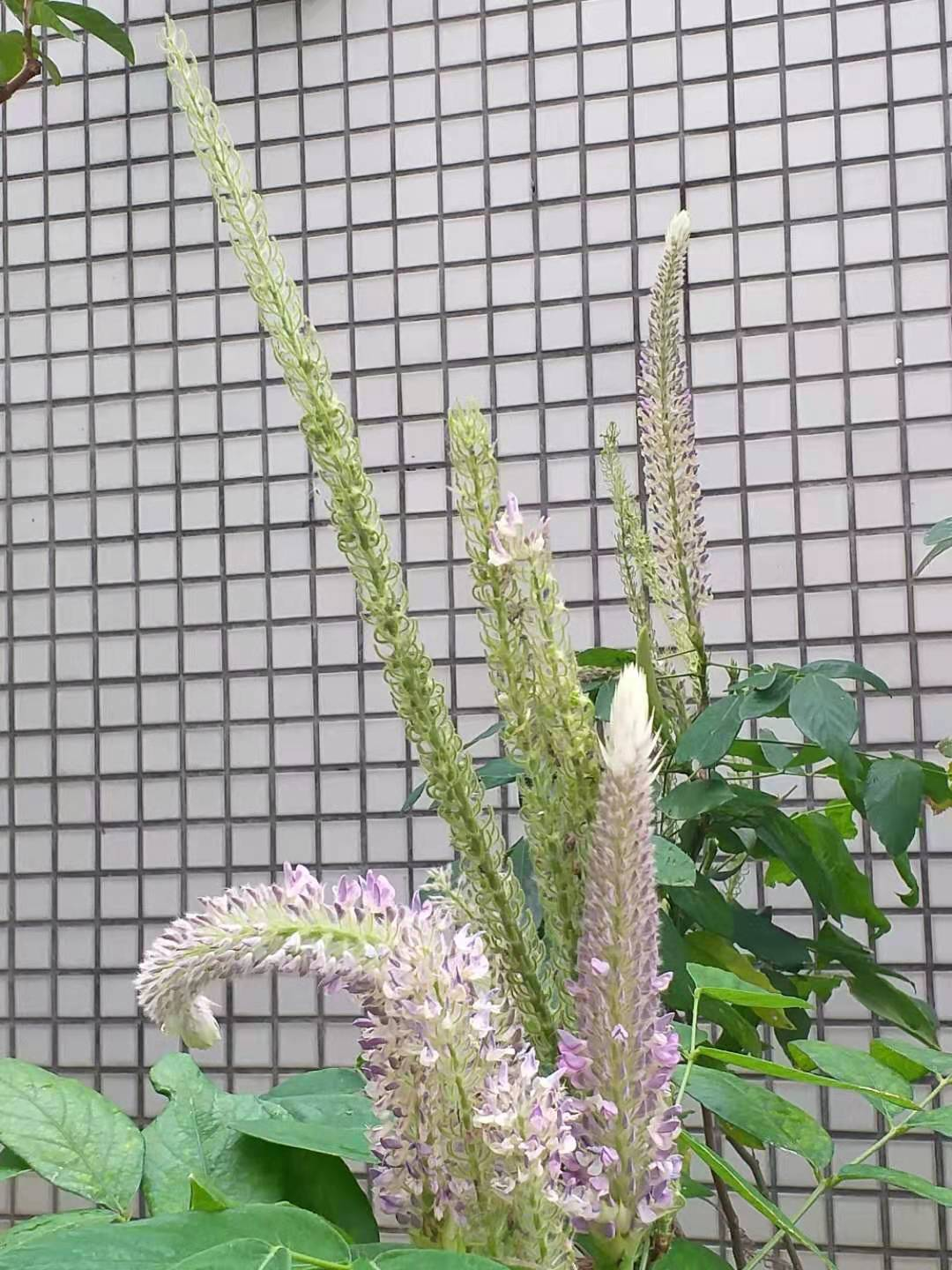
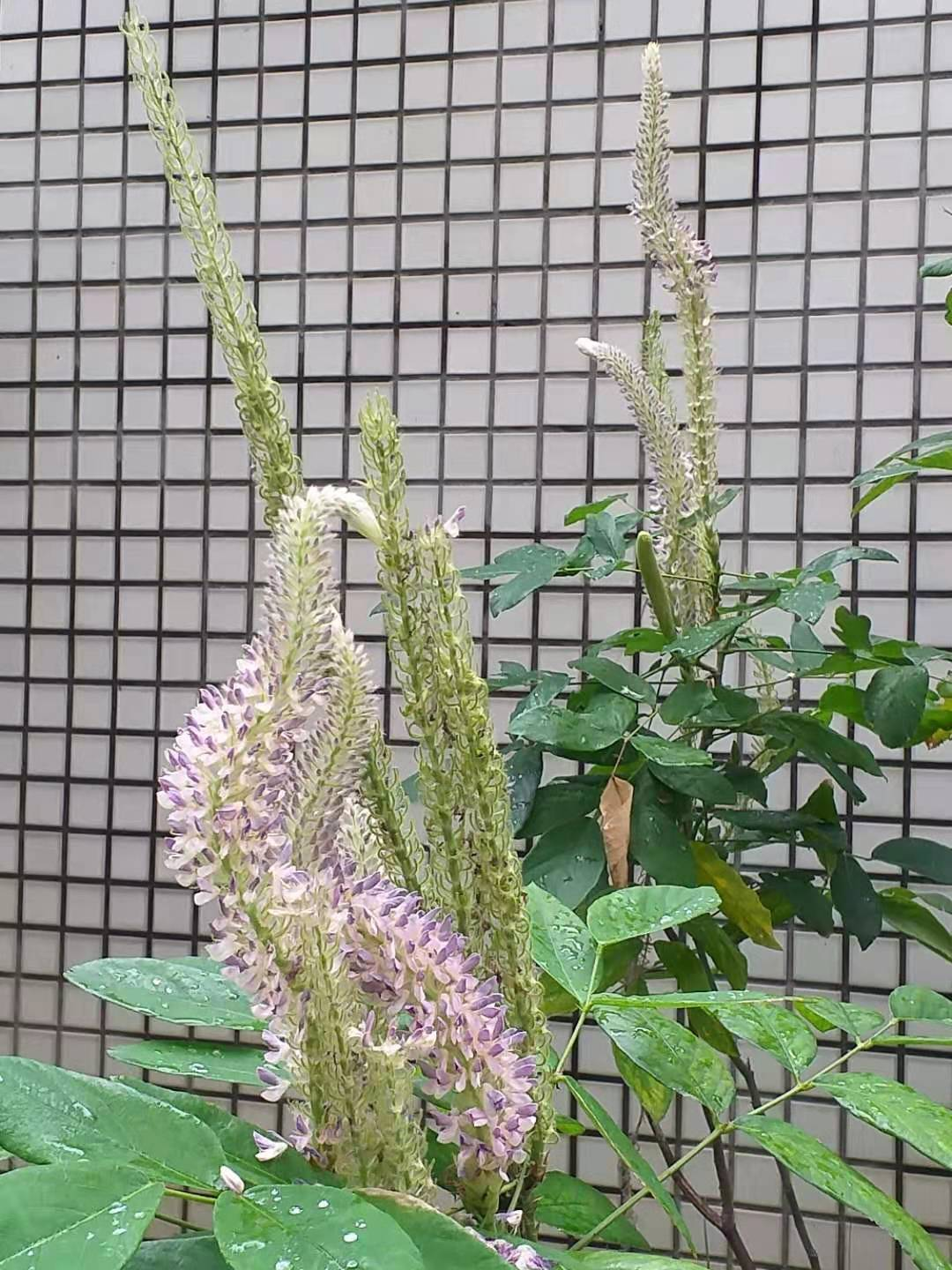
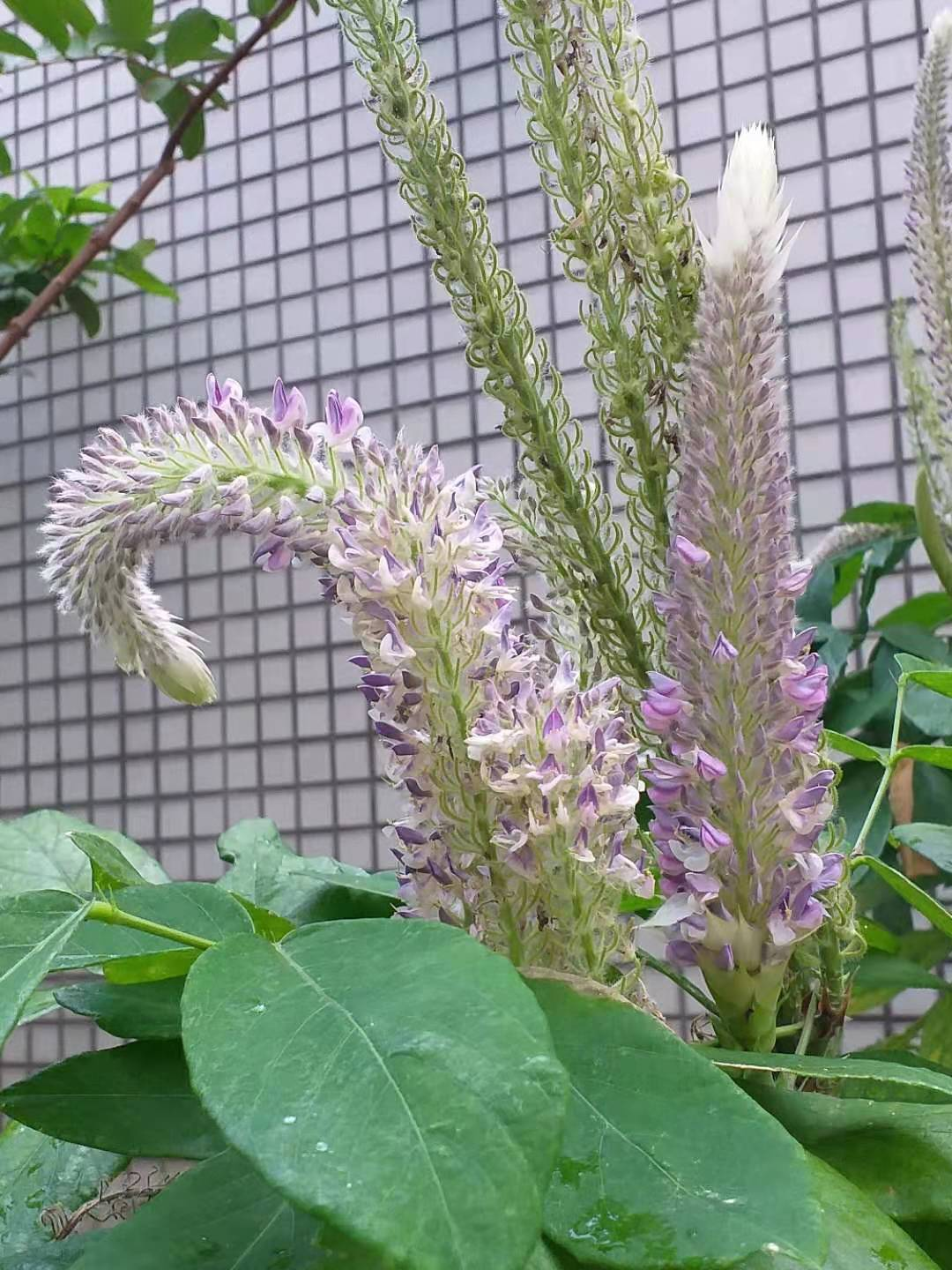
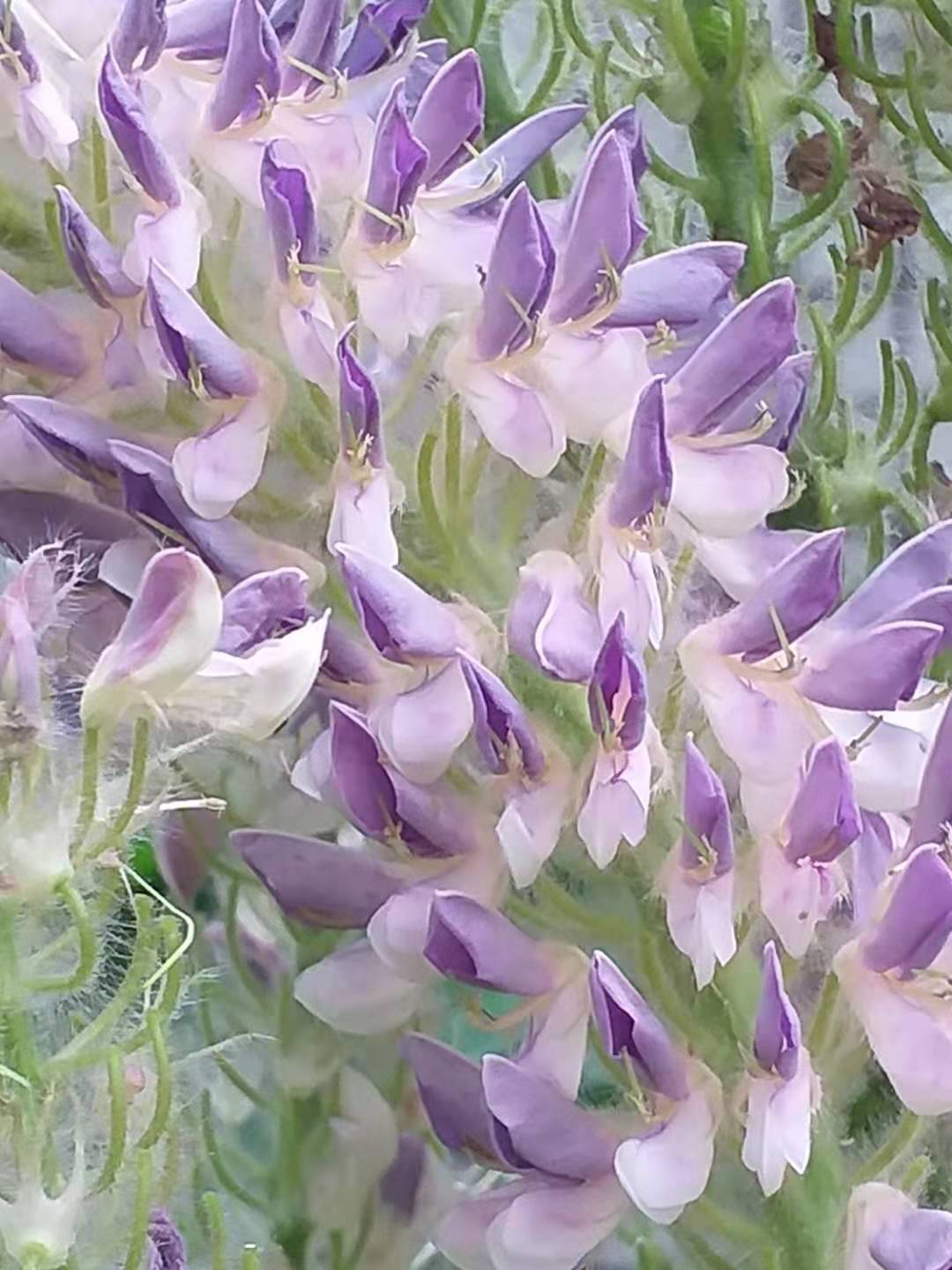